# Спинорная группа
Спинорная группа — подмножество элементов алгебры Клиффорда над {\displaystyle V} (со скалярным произведением), состоящее из элементов вида {\displaystyle q_{1}\cdot q_{2}\cdots q_{2n}}, где {\displaystyle q_{i}\in V} — единичные векторы.
Операцией в спинорной группе является умножение в алгебре Клиффорда.
Спинорная группа над евклидовым пространством {\displaystyle \mathbb {R} ^{n}} обычно обозначается {\displaystyle \operatorname {Spin} (n)}.
Существует короткая точная последовательность
{\displaystyle 1\to \mathbb {Z} _{2}\to \operatorname {Spin} (n)\to \operatorname {SO} (n)\to 1}
Таким образом спинорная группа является двулистным накрытием специальной ортогональной группы {\displaystyle \operatorname {SO} (n)}.
Гомоморфизм {\displaystyle \operatorname {Spin} (n)\to \operatorname {SO} (n)} может быть построен следующим образом:
Каждому единичному вектору q можно сопоставить отражение {\displaystyle R_{q}} относительно гиперплоскости, перпендикулярной q.
Таким образом, элементу спинорной группы {\displaystyle q_{1}\cdot q_{2}\cdots q_{2n}} можно сопоставить композицию отражений
{\displaystyle R_{q_{1},}\circ \cdots \circ R_{q_{2n}}}
которая принадлежит группе {\displaystyle \operatorname {SO} (n)}.

## Строение первых спинорных групп
{\displaystyle \operatorname {Spin} (1)\simeq \operatorname {O} (1)\simeq \mathbb {Z} _{2}\simeq \mathbb {S} ^{0}}
{\displaystyle \operatorname {Spin} (2)\simeq \operatorname {U} (1)\simeq \mathbb {S} ^{1}}
{\displaystyle \operatorname {Spin} (3)\simeq \operatorname {Sp} (1)\simeq \operatorname {SU} (2)\simeq \mathbb {S} ^{3}}
{\displaystyle \operatorname {Spin} (4)\simeq \operatorname {Sp} (1){\times }\operatorname {Sp} (1)\simeq \operatorname {SU} (2){\times }\operatorname {SU} (2)\simeq \mathbb {S} ^{3}{\times }\mathbb {S} ^{3}}
{\displaystyle \operatorname {Spin} (5)\simeq \operatorname {Sp} (2)}
{\displaystyle \operatorname {Spin} (6)\simeq \operatorname {SU} (4)}